# 442 Eichsfeldia
442 Eichsfeldia è un asteroide della fascia principale del sistema solare del diametro medio di circa 66,73 km. Scoperto nel 1899, presenta un'orbita caratterizzata da un semiasse maggiore pari a 2,3449311 UA e da un'eccentricità di 0,0714894, inclinata di 6,06251° rispetto all'eclittica.
Identificato inizialmente un membro della famiglia Vesta, è stato in seguito riconosciuto come non correlato a questa a causa della differente classificazione spettrale.
Il suo nome è dedicato alla regione tedesca dell'Eichsfeld.